# Bukatovka
Bukatovka (en rus: Букатовка) és un poble de l'óblast de Saràtov, a Rússia, segons el cens del 2010 tenia 354 habitants. Pertany al districte municipal de Voskressénskoie.